# Rimini Calcio 1963-1964
Questa voce raccoglie le informazioni riguardanti il Rimini Calcio nelle competizioni ufficiali della stagione 1963-1964.

## Rosa
| N. |                   | Ruolo | Calciatore            |
| -- | ----------------- | ----- | --------------------- |
|    | Italia (bandiera) | D     | Remo Barbiani         |
|    | Italia (bandiera) | D     | Silvano Bernard       |
|    | Italia (bandiera) | D     | Lino Carletti         |
|    | Italia (bandiera) | C     | Guido Furini          |
|    | Italia (bandiera) | C     | Antonio Fusari        |
|    | Italia (bandiera) | A     | Gabriele Guizzo       |
|    | Italia (bandiera) | A     | Armando Malavasi      |
|    | Italia (bandiera) | C     | Gianpiero Mangiarotti |
|    | Italia (bandiera) | C     | Marcello Mazzolini    |
|    | Italia (bandiera) | A     | Vittorio Morelli      |

| N. |                   | Ruolo | Calciatore         |
| -- | ----------------- | ----- | ------------------ |
|    | Italia (bandiera) | C     | Franco Nanni       |
|    | Italia (bandiera) | A     | Armando Patrignani |
|    | Italia (bandiera) | A     | Remo Pennati       |
|    | Italia (bandiera) | C     | Giorgio Perversi   |
|    | Italia (bandiera) | P     | Lorenzo Piccoli    |
|    | Italia (bandiera) | C     | Alberto Prenna     |
|    | Italia (bandiera) | A     | Vittorio Protti    |
|    | Italia (bandiera) | D     | Sergio Santarini   |
|    | Italia (bandiera) | D     | Romano Scardovi    |